# Cleveland (Oklahoma)
Cleveland – miasto w Stanach Zjednoczonych, w stanie Oklahoma, w hrabstwie Pawnee.